# A Storm in a Teacup
A Storm in a Teacup è un cortometraggio muto del 1913 diretto da Warwick Buckland.

## Trama
Un uomo, fingendosi quello che non è, salva la fidanzata da una banda di ladri.

## Produzione
Il film fu prodotto dalla Hepworth.

## Distribuzione
Distribuito dalla Hepworth, il film - un cortometraggio di 221 metri - uscì nelle sale cinematografiche britanniche nel settembre 1913.
Si conoscono pochi dati del film che, prodotto dalla Hepworth, fu distrutto nel 1924 dallo stesso produttore, Cecil M. Hepworth. Fallito, in gravissime difficoltà finanziarie, il produttore pensò in questo modo di poter almeno recuperare il nitrato d'argento della pellicola.